# Abbaye d'Aldersbach
 (juillet 2019).
L’Abbaye d’Aldersbach (en allemand Kloster Aldersbach) est une ancienne abbaye cistercienne située à Aldersbach en Bavière dans le  diocèse de Passau.

## Fondation

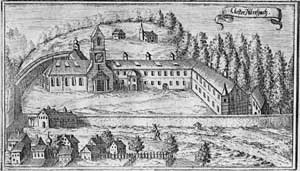
Anton Wilhelm Ertl, « Kloster Aldersbach », Kurbayerischer Atlas (1687).

Une église située à Aldersbach existait déjà  depuis le milieu du VIIIe siècle : elle est mentionnée dans le codex des traditions de l'abbaye de Mondsee durant le  sacerdoce de l'évêque Engelmar von Passau (de) (875-899). L'église est consacrée par Engelmar en 880 à  saint Pierre. C'est vers 1120 que la noblesse locale fonde un collège pour les  chanoines réguliers de saint Augustin. Peu de temps après, l'évêque Othon de Bamberg la rend indépendante, comme auparavant l'abbaye d'Asbach et l'abbaye d'Osterhofen.
En 1146, et d'après la tradition locale précisément le 2 juillet, le monastère des chanoines augustiniens est repris par l'abbaye d'Ebrach et est consacré, selon la tradition en usage en Basse-Franconie à Marie, Mère de Dieu. L'abbaye d'Ebrach de son côté est fondée en 1127 par l'abbaye de Morimond.

## Développement

L'architecture intérieure et extérieure de l'église abbatiale
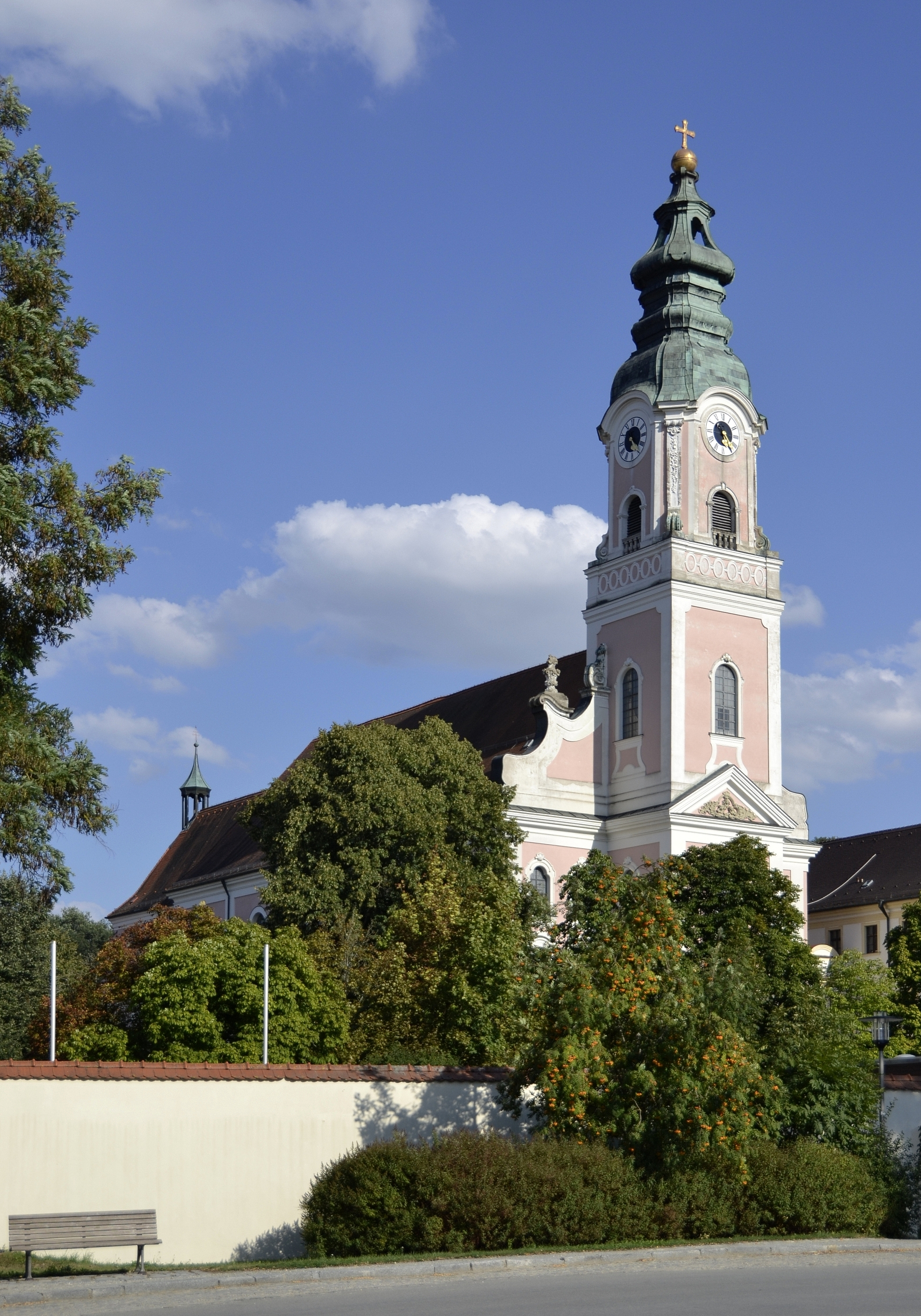
Église Notre-Dame de l'Assomption, anciennement abbatiale, maintenant paroissiale.
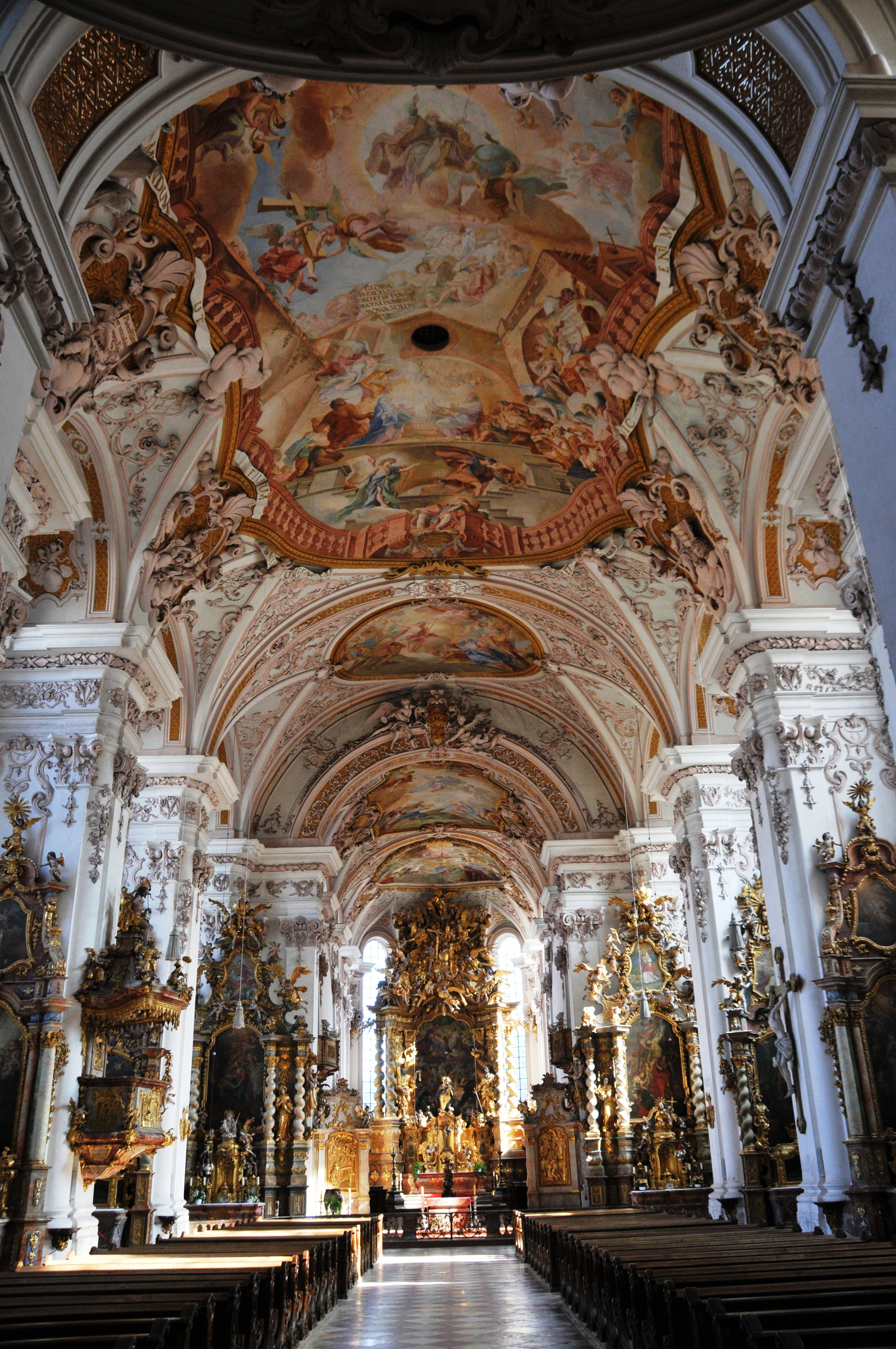
Intérieur de l'église Notre-Dame de l'Assomption.
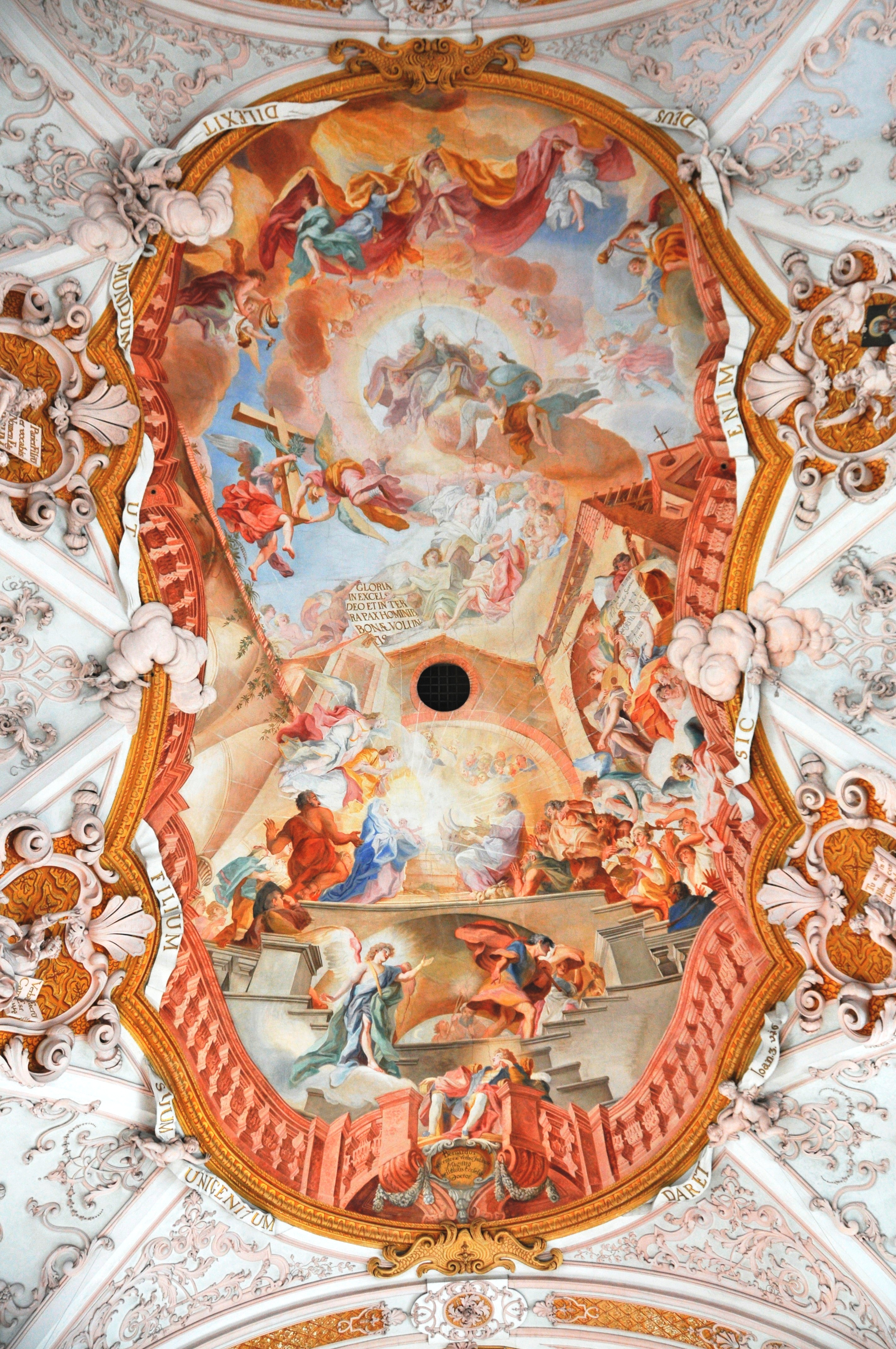
Fresque au plafond de la nef (détail).
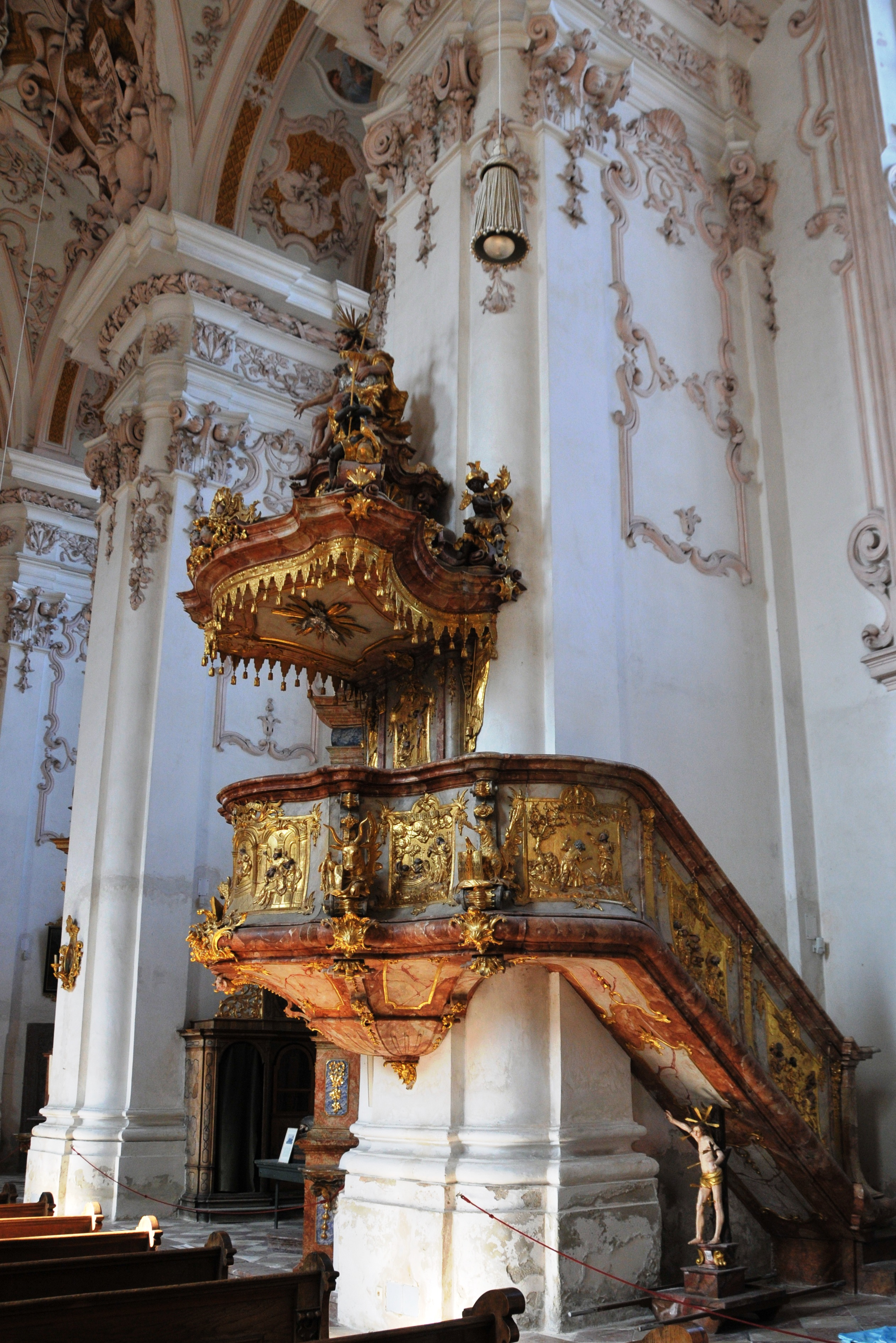
La chaire de l'église.

Les bases économiques de l'abbaye s'étoffent sans cesse le monastère par des dons, des legs, l'échange et l'acquisition de terres. Des sources lucratives de revenus sont les dîmes sur les céréales et le vin de la Wachau et le commerce du sel de Hallein, ainsi que les privilèges et l'exemption de péage pour le transport de marchandises sur le Danube, Inn et Salzach qui viennent renforcer sa position.
Aux XIIIe et XIVe siècles, le monastère possède un important scriptorium et son propre atelier d'orfèvrerie. Le développement économique et monastique de Aldersbach est temporairement assombri par l'interdit qui frappe l’abbaye parce qu'elle se range aux côtés de l'empereur Louis de Bavière (1314–1347) fermement opposé à la papauté. De plus, une élection d'abbés aux résultats ambigus en 1361 mène le monastère au bord de la ruine, et il ne s'en remet que 100 ans plus tard. Néanmoins, l'abbaye de Aldersbach subit également la décadence générale de la discipline religieuse. Les tentatives de renouvellement de  l'abbé Wolfgang Marius (1514-1544), connu comme  poète humaniste et historiographe n'ont provoqué aucun effet durable. Pire, l'abbé Barthélemy Madauer (1552-1577) a été contraint de démissionner sous le soupçon d'hérésie, et le monastère a été placé sous la direction d'un administrateur. Le couvent ne comportait alors qu'un seul moine.
Le monastère vit son apogée entre la Contre-Réforme du milieu du XVIe siècle et sa suppression en 1803. Il est épargné par la guerre de Trente Ans,. Les abbés d'Aldersbach détenaient le plus souvent l'office de la vicaire général de la province ecclésiastique bavaroise et, a ce titre, supervisaient sept monastères d'hommes et un couvent de femmes, l'abbaye de Seligenthal. Un témoignage du niveau de culture et de science à Aldersbach dans le XVIIIe siècle est l'école de philosophie et théologie créée par l'abbé Malachias Niederhofer (1669-1683). Le monastère pratiquait également l'exercice de la musique. Plusieurs abbés étaient musiciens ou compositeurs, il y avait un orchestre conséquent et une vaste bibliothèque de partitions imprimées ou manuscrites. Le 21 mars 1803, jour de la sécularisation, le monastère est encore desservi par 42 moines.

## Abbayes filles
Aldersbach a fondé plusieurs abbayes filles souvent importantes, à savoir les monastères l'Abbaye de Fürstenzell   (1274), Abbaye de Fürstenfeld (1258) et Abbaye de Gotteszell (1285) et Abbaye de Walderbach (1669). Depuis le XVIIe siècle, Aldersbach supervisait aussi l'abbaye de Seligenthal qui existe toujours. Aldersbach envoyait aussi des moines ordonnés prêtre aux paroisses des environs, comme à Rotthalmünster.

## Église Notre-Dame de l'Assomption
L'église est l'église paroissiale  d'Aldersbach et l'ancien église du monastère de l'abbaye. Elle est considérée comme la plus belle église dédiée à Marie en Bavière.

### Histoire
L'église a été construite au XIIe siècle et consacrée une première fois au début du XIIIe siècle. Depuis elle a été remodelée cinq fois. En 1617, l'ancien chœur est remplacé. La nef est démolie et reconstruite en style baroque sous l'abbé Théobald  dans les années 1720 par l'architecte italien Domenico Magzin. L'intérieur est conçu et réalisé par les célèbres frères  Cosmas Damian et Egid Quirin Asam en 1720. C'est le premier travail réalisé en commun par le peintre Cosmas Damian Asam et le stucateur  Egid Quirin Asam. L'intérieur n'a pas été restauré depuis et se présente donc dans son état d'origine. D'autres maîtres importants étaient le sculpteur Joseph Matthias Götz qui a créé les autels et Joseph Deutschmann (de), créateur de la chaire. La tour ouest à trois étages a reçu en 1755 une coupole du baroque tardif. La chapelle du Saint Sacrement près du chœur date aussi de la fin du VIIIe siècle Saint Sacrement Chapel Choir à la maison est une œuvre du XVIIIe siècle avancé.
En 1912 a eu lieu une rénovation générale de l'église. Deux cloches historiques de 1769, qui avait été décrochées de la tour lors de la sécularisation, ont été attribuées à l'église Saint-Jean-Baptiste de Vilshofen (de) reconstruite après un incendie. Après la destruction des cloches pendant la guerre de nouvelle cloches, coulées à Bochum ont été accrochées en 1946. 1946, nouvelles cloches ont été coulées à Bochum accroché. Elles ne sont pas satisfaisantes ni pour l’acoustique ni pour la sécurité. Par conséquent, en é013, un nouvel ensemble composé de six  cloches de bronze avec une gamme et une variété tonales tonale plus élargie a été installée
D'autres rénovations envisagées ou réalisées concernent le clocher, la nef, le chœur et la chapelle Loreto.

### Architecture
Vue de l’extérieur, l'église paraît plutôt modeste, à l'exception de la façade occidentale conçue en 1746. Elle est soulignée par le clocher et par une riche décoration sculpturale de la zone du portail. Sur le sommet, une niche décorée contient de la figure de l'Immaculée Conception. Sur les côtés du portail à gauche une statue de saint Benoît, en dessous un bas relief en pierre de la rencontre de saint Benoît et du roi gothique roi Totila, et à droite un bas relief de la rencontre  de saint Bernard et de Guillaume d'Aquitaine. 
Un petit porche datant d'environ 1760 précède l'intérieur. La nef est divisée par cinq pilastres et des chapelles latérales, la chorale a une abside polygonale. La tribune de l'orgue repose sur deux piliers avancés, soutenus par deux figures herculéennes d'anges.

### Intérieur
Plus on s'approche de l'autel, plus l'église gagne en éclat. Les fresques du plafond de Cosmas Damian Asam représentent les fêtes religieuses dans leur cycle annuel avec, comme thème principal mise en avant, le rôle de Marie dans l'œuvre de la rédemption. L'histoire commence à l'ouest avec l'Annonciation. La fresque centrale qui couvre trois travées retrace la naissance du Christ avec l'adoration des bergers et de nombreux cœurs d'anges. Au delà d'un décor d'architectures le ciel s'ouvre sur Dieu le Père. À l'est, la résurrection du Christ. Les peintures du chœur retracent de l'Ascension et la descente de l'Esprit Saint.
L'imposant maître-autel de 1723 par Joseph Matthias Götz avec ses colonnes torsadées contient, au centre, une table de retable plus ancien, de Matthias Kagers. Datant de 1619, il montre la vision de saint Bernard et son alimentation mystique par le lait de Marie. Sur les côtés, des figures de saint Pierre et saint Paul. Au-dessus du tabernacle une  Vierge à la lune de Johann Degler de 1620 environ. 
L'intérieur de l'église compte également environ 400 angles en bois ou en stuc. Rien que dans la partie supérieure du maître-autel il y a 88 angles autour de l'auréole de la trinité. Les stalles, les deux autels latéraux sont richement ornés de sculptures. Les panneaux des deux retables latéraux sont de Johann Georg Bergmüller, d'Augsbourg. La chapelle du sacrement de l'abside a été peinte vers 1745 par Johann Jakob Zeiller.

## Sécularisation
Lors de la sécularisation, les énormes biens tels que les étangs de poisson, les propriétés agricoles, les forêts et tout le mobilier appartenant au monastère sont vendus aux enchères. L'importante bibliothèque de 40 000 volumes est dispersée par le  commissaire des bibliothèques du prince-électeur Johann Christoph von Aretin. Les manuscrits, incunables et gravures rares sont transférés à la  Bayerische Staatsbibliothek à Munich. Les livres restants, datant principalement du XVIIIe siècle, vont aller à la bibliothèque de l'université de Landshut, le prédécesseur de bibliothèque de l'Université de Munich d'aujourd'hui et au lycée de Straubing. Les livres de compte et les registres officiels sont apportés aux Archives de l'État de Bavière. Le restant est vendu au poids.
L'église décorée par les frères Asam devait être démolie, mais a été commuée en église paroissiale à partir de 1806, après de vives protestations de certains citoyens.
La brasserie appartenant au monastère  est d'abord vendue en 1804 à un brasseur de Passau, puis revient en 1811 à Johann Adam de l'Arétin (frère du commissaire des bibliothèques Johann Christoph von Aretin), qui réside au  château de Haidenburg et qui a acquis également une grande partie des bâtiments monastiques, l'église  située à l'entrée du monastère et plusieurs terres et des forêts encore invendues. 

## Utilisation actuelle

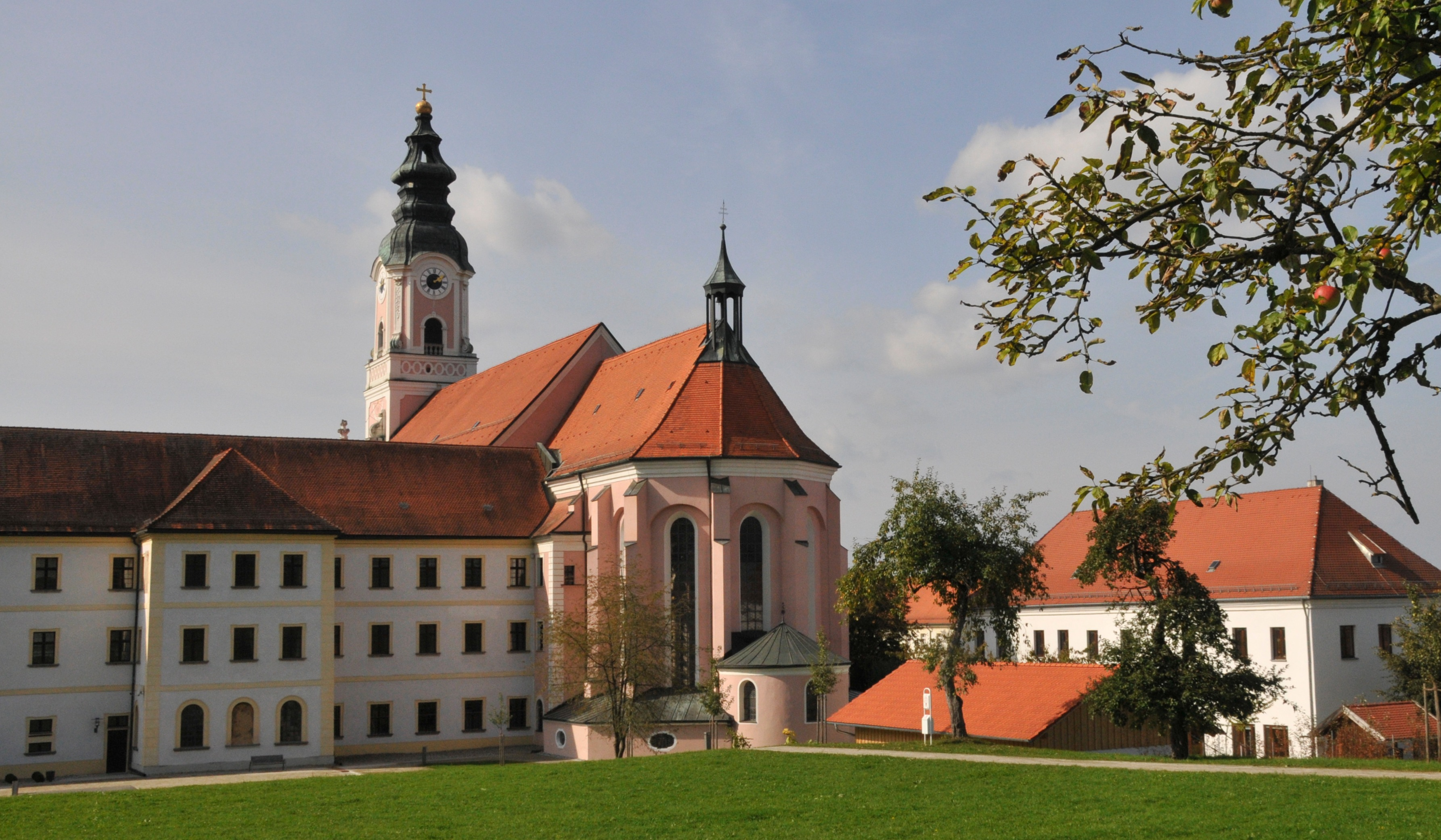
Église et bâtiment conventuel à gauche, mairie à droite.

Les anciens bâtiments du monastère ont été utilisés de manière très différente: l'église d'entrée a servi temporairement d'entrepôt d'engrais, des sœurs ont hébergé une  école maternelle dans le monastère jusque dans les années 1930, d'autres parties ont été converties en appartements. Pendant la guerre, un hôpital militaire a été logé dans ses murs, et après la guerre, les bâtiments ont servi de premier séjour aux réfugiés de l'Est. L'ancienne bibliothèque a été utilisé comme une salle de gymnastique.
Une association de promotion de l'abbaye, fondée en 1983, a repris le monastère de la famille Aretin et a restauré les bâtiments avec des subventions importantes. La salle princière comportant des fresques de la vie du roi Salomon, et appelée pour cette raison le « salon Salomon » a été remise en état en 2007. De nombreuses manifestations culturelles, comme des lectures et des concerts, sont organisées par l'association depuis 2004 dans les lieux. 